# 今日も!あさぷり
今日も!あさぷり（きょうも!あさぷり）は、RABラジオ（青森放送）で2006年10月2日から2023年3月31日まで放送されていた情報番組。

## 概要
長寿番組だった『おはようワイドあおもり』の後番組である。タイトルの「あさぷり」とは、「朝」と「サプリメント」を掛け合わせたもの（かばん語）である。
2011年7月4日 - 2014年9月30日はUstreamで配信されていた。
2016年4月4日より『朝ワイ!ダッシュ』の放送開始に伴い、番組放送時間が9:00 - 11:00になり30分短縮された。
2023年3月31日をもって放送終了。同年4月3日からは『朝わい!ダッシュ』と放送枠が統合された新番組『朝わい!くりっぷ』が放送開始される。

## 出演者
中村香音を除くパーソナリティとラジばたフレンドは、『朝わい!くりっぷ』に続投。

### 現在
パーソナリティ
- 月曜 - 中村香音[2]（2021年9月27日 - ）
- 火曜・金曜 - 伊東幸子[3]（2016年4月8日 - ）
- 水曜 - 筋野裕子[4]（2022年3月30日 - ）
- 木曜 - 田村啓美（2022年10月6日 - [5]）

※休暇や取材等で曜日パーソナリティ欠席時は、他曜日のパーソナリティもしくはそれ以外の女性アナウンサーが代行する。
ラジばたフレンド
- 水嶋優子（水曜、2012年4月 - 、栄養士。[6]）
- 川嶋大史（デイジー川嶋）（木曜、2006年10月3日 - 、メディアプランナー） - 通常は電話での出演[7]
- 岩本美和（大阪出身のパワフル主婦・ガンちゃんママ）（金曜、2006年10月4日 - 、学校支援コーディネーター）[8]

### 過去
パーソナリティ
| 期間      | 期間      | 曜日     | 曜日     | 曜日       | 曜日       | 曜日       |
| 期間      | 期間      | 月       | 火       | 水         | 木         | 金         |
| --------- | --------- | -------- | -------- | ---------- | ---------- | ---------- |
| 2006.10.2 | 2009.4.3  | 筋野裕子 | 筋野裕子 | 上野由加里 | 上野由加里 | 上野由加里 |
| 2009.4.6  | 2014.9.19 | 桒子英里 | 桒子英里 | 上野由加里 | 上野由加里 | 上野由加里 |
| 2014.9.22 | 2014.9.26 | 桒子英里 | 桒子英里 | 上野由加里 | 上野由加里 | 桒子英里   |
| 2014.9.29 | 2016.4.1  | 桒子英里 | 桒子英里 | 長澤瑠璃子 | 桒子英里   | 長澤瑠璃子 |
| 2016.4.4  | 2018.3.30 | 桒子英里 | 桒子英里 | 長澤瑠璃子 | 長澤瑠璃子 | 伊東幸子   |
| 2018.4.2  | 2019.6.28 | 伊東幸子 | 猪股南   | 長澤瑠璃子 | 吉﨑ちひろ | 伊東幸子   |
| 2019.7.1  | 2020.9.25 | 伊東幸子 | 猪股南   | 吉﨑ちひろ | 吉﨑ちひろ | 伊東幸子   |
| 2020.9.28 | 2021.3.26 | 中村香音 | 猪股南   | 吉﨑ちひろ | 吉﨑ちひろ | 伊東幸子   |
| 2021.3.29 | 2021.9.24 | 橋本莉奈 | 猪股南   | 堀葵衣     | 中村香音   | 伊東幸子   |
| 2021.9.27 | 2022.3.25 | 中村香音 | 猪股南   | 堀葵衣     | 堀葵衣     | 伊東幸子   |
| 2022.3.28 | 2022.5.27 | 中村香音 | 猪股南   | 筋野裕子   | 伊東幸子   | 伊東幸子   |
| 2022.5.30 | 2022.6.3  | 中村香音 | 伊東幸子 | 筋野裕子   | 中村香音   | 伊東幸子   |
| 2022.6.6  | 2022.9.23 | 中村香音 | 伊東幸子 | 筋野裕子   | 田村啓美   | 伊東幸子   |
| 2022.9.26 | 2022.9.30 | 中村香音 | 伊東幸子 | 筋野裕子   | 伊東幸子   | 伊東幸子   |
| 2022.10.3 | 現在      | 中村香音 | 伊東幸子 | 筋野裕子   | 田村啓美   | 伊東幸子   |

ラジオカーリポート・ラジばたフレンド
| 期間      | 期間      | ラジオカーリポート | ラジオカーリポート | ラジオカーリポート | ラジオカーリポート | ラジオカーリポート | ラジオカーリポート | ラジばたフレンド | ラジばたフレンド          | ラジばたフレンド | ラジばたフレンド          | ラジばたフレンド |
| 期間      | 期間      | 月                 | 火                 | 水                 | 木                 | 金                 | 金                 | 月               | 火                        | 水               | 木                        | 金               |
| --------- | --------- | ------------------ | ------------------ | ------------------ | ------------------ | ------------------ | ------------------ | ---------------- | ------------------------- | ---------------- | ------------------------- | ---------------- |
| 2006.10.2 | 2008.9.26 | けんずろう         | 成田洋明           | けんずろう         | 成田洋明           | 山谷真由美         | 北川紗央理         | （不在）         | 川嶋大史 （デイジー川嶋） | 岩本美和         | サエラ                    | 水嶋優子         |
| 2008.9.29 | 2009.4.3  | けんずろう         | 成田洋明           | けんずろう         | 成田洋明           | 山谷真由美         | (不在)             | （不在）         | 川嶋大史 （デイジー川嶋） | 岩本美和         | サエラ                    | 水嶋優子         |
| 2009.4.6  | 2012.3.30 | (不在)             | (不在)             | (不在)             | (不在)             | (不在)             | (不在)             | （不在）         | 川嶋大史 （デイジー川嶋） | 岩本美和         | サエラ                    | 水嶋優子         |
| 2012.4.2  | 2012.9.28 | (不在)             | (不在)             | (不在)             | (不在)             | (不在)             | (不在)             | （不在）         | サエラ                    | 水嶋優子         | 川嶋大史 （デイジー川嶋） | 岩本美和         |
| 2012.10   | 2018.3.30 | (不在)             | (不在)             | (不在)             | (不在)             | (不在)             | (不在)             | （不在）         | 三宅貴男                  | 水嶋優子         | 川嶋大史 （デイジー川嶋） | 岩本美和         |
| 2018.4.2  | 現在      | (不在)             | (不在)             | (不在)             | (不在)             | (不在)             | (不在)             | （不在）         | （不在）                  | 水嶋優子         | 川嶋大史 （デイジー川嶋） | 岩本美和         |

## ディレクター

### 現在
5名とも、同曜日の朝ワイ!ダッシュを兼務。
- 今道隆（月曜担当）
- 夏目浩光（火曜担当、2016年4月5日 - ）
- 秋山博子（水曜担当、2018年4月4日 - ）
- 齊藤暢（木曜担当）
- 向井琴美（金曜担当、2019年4月5日 - ）

### 過去
- 工藤美緒子（2012年4月1日付けでテレビ製作部に移動の為、3月末まで担当）
- 田沢斉
- 田村啓美（水曜担当、2016年4月6日 - 2018年3月28日）朝ワイ!ダッシュを兼務。
- 皆川歩
- 葛西保（金曜担当、土曜ワラッター!では「肉雄」の名で活躍、 - 2019年3月29日 ）

## タイムテーブル

### 2016年4月から
- 9:04 東奥日報ニュース・天気予報
- 9:08 冬期間 - ハロースキーダイヤル
- 9:12 今日のサプリ
- 9:20 あつまれ!ラジばた!!
- 9:40 ラジオショッピング
- 9:50 交通情報
- 10:00 東奥日報ニュース・天気予報
- 10:05 ＜火のみ＞スグクル！クルマ☆買取りんGO!＜木のみ＞モーター・ホビー買取りまSHOW!
- 10:10 ひと息ついたら
- 10:20 ラジオショッピング
- 10:30 テレフォン人生相談（ニッポン放送制作）[17]
- 10:50 エンディング

## BGM
番組のテーマ曲は、その当時のアナウンサーらが歌っている。オープニング・10:50のラストレポート前で聞くことができる。かつてはリポーター成田洋明が歌うバージョンも、リポーター降板まで番宣スポットとして流れていた。
8:33の天気予報のBGMは、2010年3月26日まで映画「ホーホケキョ となりの山田くん」の主題歌、矢野顕子「ひとりぼっちはやめた」のインストが使われていた。尚、2008年6月16日放送で8:33頃の天気予報内で流れるBGMは、交通情報で流れるBGMが流れた。
交通情報で流れるBGMは、2009年3月27日まであおもりTODAYの交通情報で流れるものと共通化されていた。テーマ曲を除き、2010年4月1日の放送から各コーナーのBGMが一新された。